# Цюммарюм
Цюммарюм (нід. Tzummarum, нід. вимова: [tzʏˈmaː.rʏm]) — село в нідерландській провінції Фрисландія, на узбережжі Ватового моря. Входить до муніципалітету Вадхуке.
Його площа становить 11,55км², а населення станом на 2021 рік складало 1 370 осіб.
Перша згадка про населений пункт датується 13-им сторіччям.

## Галерея

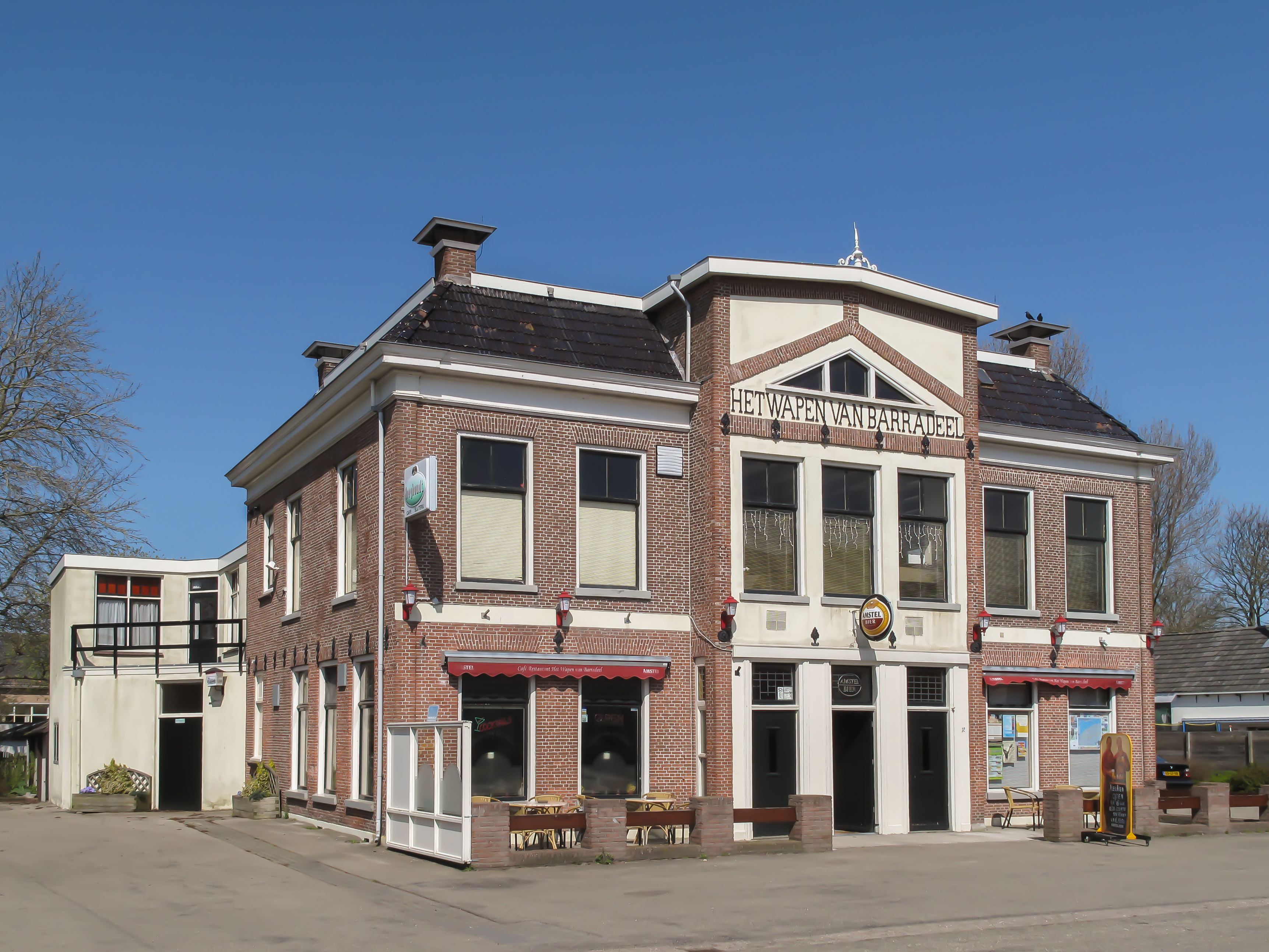
Ресторан у Цюммарюмі
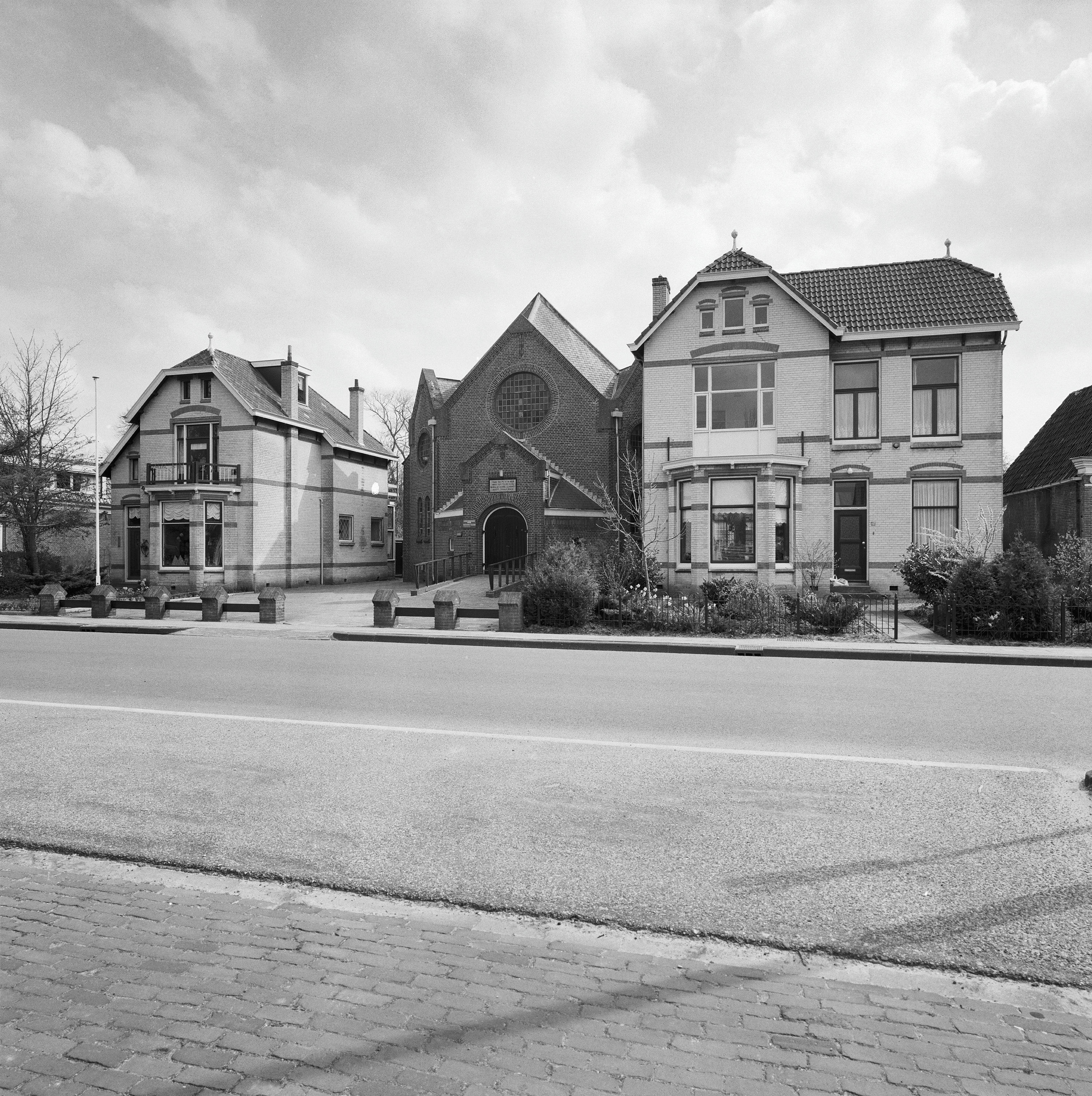
Вулична панорама